# Mastax humilis
Mastax humilis é uma espécie de carabídeo da tribo Brachinini, com distribuição restrita à Indonésia.